# Рэй Чарльз
Рэй Чарльз (также Рэй Чарлз; полное имя Рэй Чарльз Ро́бинсон, англ. Ray Charles Robinson; 23 сентября 1930 — 10 июня 2004) — американский эстрадный певец (баритон) и пианист. Пел в различных стилях, особенно прославился как исполнитель в стилях соул и ритм-энд-блюз. В США считается одним из наиболее значительных «истинно американских» музыкантов послевоенного времени.
Рэю Чарльзу принадлежат около 70 альбомов грамзаписи. Награждён 17 премиями «Грэмми», введён в залы славы рок-н-ролла, джаза, кантри и блюза, в зал славы штата Джорджия.

## Биография

### Детство и юность
Рэй Чарльз родился в небольшом городе Олбани, в штате Джорджия, отец — Бэйли Робинсон, мать — Арета Робинсон. Семья Рэя была очень бедна — как он сам говорил: «Даже среди других чёрных… мы были на нижней ступеньке лестницы, смотрели снизу вверх на остальных. Ниже нас — только земля». Семья Рэя переехала в маленький посёлок Гринвилл, Южная Флорида, когда ему было всего несколько месяцев. Отец не играл значительной роли в жизни Рэя, а через некоторое время после его рождения и вовсе бросил их семью, оставив Рэя и его младшего брата Джорджа на попечение матери Ареты и её свекрови — Мэри Джей Робинсон (англ. Mary Jay Robinson).
Когда Рэю было пять лет, его брат Джордж, который был на год младше, утонул в лохани, стоявшей на улице. Рэй пытался вытащить его, но не смог ничего сделать, так как брат был для него слишком тяжёл. Рэй, предположительно от перенесённого потрясения, постепенно начал слепнуть и в возрасте семи лет ослеп полностью.
Как утверждал сам Рэй, причина его слепоты так и осталась неизвестна, но есть данные о том, что это следствие глаукомы. Есть слухи, что в 80-е годы Рэй подавал анонимное объявление о поиске донора, готового пожертвовать музыканту один глаз. Однако врачи посчитали эту операцию бессмысленной и рискованной, и она не состоялась.
Впервые музыкальный талант Рэя начал проявляться в возрасте 3 лет — этому содействовал хозяин ближайшей аптеки, игравший на пианино.
После того как Рэй ослеп, мать отдала его в школу-интернат для глухих и слепых в Сент-Огастине, штат Флорида. Там Рэй научился азбуке Брайля и игре на нескольких музыкальных инструментах — пианино, органе, саксофоне, тромбоне и кларнете. В школе проявился музыкальный и вокальный талант Рэя — он пел в баптистском хоре. В 1945 году умерла мать, а ещё через два года — отец.

### Начало музыкальной карьеры
После окончания школы Рэй участвовал во многих музыкальных проектах, в основном в стилях джаз и кантри. В своём творчестве он черпал вдохновение у известных джазменов — Каунта Бэйси, Арта Тэйтума и Арти Шоу. Первая группа, в которой он принимал активное участие, называлась «The Florida Playboys».
В 1947 году семнадцатилетний Рэй, скопив 600 долларов, отправился в Сиэтл. Там он вместе с гитаристом Госсади Макги основал группу «MacSon Trio» (иногда также называемая Maxim). Вскоре он начал записываться, вначале под лейблом Swingtime Records. Первые три его записи — «Guitar Blues», «Walkin' and Talkin'» и «Wonderin' and Wonderin'». Он сотрудничал с известным R&B исполнителем Лоуэллом Фулсоном и его группой, аккомпанируя им на пианино.
В 1949 году вышел его первый хит — «Confession Blues». Следующая его популярная песня — «Baby, Let Me Hold Your Hand» (1951).

### 1950-е годы
В 1952 году музыкант начал сотрудничать с лейблом Atlantic Records (1952), так как понимал, что «Swingtime Records» никогда не дадут ему желаемой творческой свободы. Его имя вскоре было сокращено до Рэя Чарльза, чтобы избежать путаницы с боксёром Рэем Робинсоном (Ray «Sugar» Robinson).
31 июля 1951 года Рэй Чарльз женился на Эйлен Вильямс, но уже через год их брак распался. Однако Рэй никогда не был одинок. Финансовый успех и быстро растущая популярность Рэя у женщин привели к тому, что из 12 детей Рэя только 3 было рождено в браке. В 1955 году Рэй женился вторично, теперь уже на Делле Беатрисе Робинсон (урождённая Ховард). Этот брак продержался до 1977 года. Будучи 22 года в браке с Робинсон Рэй имел связи с другими женщинами, в том числе с вокалисткой своего ансамбля Марджори Хендрикс, которая в 1959 году родила сына, названного Чарльз Уэйн Хендрикс.
Удачный контракт Рэя со студией «Atlantic» открыл путь к финансовой независимости и значительно повлиял на творческое развитие музыканта. В студии под руководством знаменитых продюсеров Ахмета Эртегюна и Джерри Векслера, Рэй приступил к активному поиску «своего», уникального звучания. В 1953 году Рэй выпустил популярный сингл «Mess Around». В этом же году он аранжировал и аккомпанировал на пианино известному блюзмену Гитар Слиму (Guitar Slim), композиция «The Things That I Used To Do», которую они записали, была продана более чем миллионным тиражом. Таким же успешным был и сингл «It Should Have Been Me», который уже целиком принадлежал Рэю.
Следующей вершины в своей карьере Рэй достиг в 1955 году, когда сингл «I Got a Woman» поднялся до первого места в R&B чартах. Именно этот сингл большинством специалистов считается первой записью в стиле соул. В это время репертуар Рэя состоял наполовину из госпелов со светскими текстами и наполовину из блюзовых баллад. Своим творчеством Рэй способствовал росту популярности стилей R&B и госпел среди широкой аудитории, привлекая новых слушателей — не только чернокожих, но и белых. Рэй был одним из первых музыкантов, популяризировавших традиционно «чёрную» по стилю исполнения и звучания музыку и сделавших эту музыку по-настоящему распространённой среди широких масс.
Основные особенности творчества Рэя раннего периода слышны на пластинке «Ray Charles in Person». Этот альбом был записан радиостанцией WOAK в 1956 году, не как обычно, в студии, а в живом исполнении, перед темнокожими слушателями. В альбом впервые была включена, пожалуй, самая знаковая песня, написанная непосредственно Рэем — «What’d I Say». Считается, что Рэй сочинил её прямо во время одного из выступлений, чтобы заполнить время, требовавшееся по контракту. Песня мгновенно стала суперхитом и оказала огромное влияние на развитие рок-н-ролла. Например, Пол Маккартни признавался, что «What’d I say» стала для него одним из самых больших импульсов в жизни.
Через некоторое время, после успешных концертов на сцене Ньюпортского фестиваля, Рэй завоевал широкую популярность. На том фестивале в 1958 году был снят фильм и был записан альбом «Ray Charles at Newport», включавший в себя такие хиты, как «What’d I Say» и «The Night Time (Is The Right Time)».
Рэй постепенно стал развивать свой характерный стиль и находил новое звучание за пределами смеси блюза и госпела. Он начал записывать песни с участием крупных оркестров, джазовых музыкантов (Милт Джексон), и записал свою первую песню в стиле кантри «I’m Movin On» (с участием Хэнка Сноу).
Первую свою премию «Грэмми» Рэй получил в 1959 году за классическую блюзовую песню «Let the Good Times Roll». Невероятно экспрессивный, мощный и энергичный вокал покорил и специалистов, и простых слушателей.

### Пик творчества: 1960-е годы
Затем Рэй перешёл в компанию ABC Records, став одним из самых высокооплачиваемых музыкантов на тот момент. Вскоре он переселился в Беверли-Хиллз, где стал обладателем одного из самых больших имений. Там же, в Беверли-Хиллз, богатом пригороде Лос-Анджелеса, музыкант и прожил до самой смерти.
На ABC Рэй получил большую творческую свободу и начал расширять свой подход к музыке, однако, не стал участвовать в экспериментальных проектах, а стал записывать песни в стиле поп, приближаясь к популярному в те годы мейнстриму. Для аранжировок его песен на студии стали использоваться биг-бенды, струнные оркестры, большой хоровой ансамбль. Такие записи сильно контрастировали с камерным звучанием его ранних песен записанных в студии Атлантик в начале 1950-х. Для большего разнообразия своего репертуара Рэй начал периодически записывать так называемые «поп- и джаз-стандарты», такие как «Cry», «Over the Rainbow», «Cry me a river», «Makin' Whoopee» и другие. В последующие годы, когда Битломания оказала влияние на мировую музыкальную культуру, Рэй включил в свой репертуар несколько популярных песен The Beatles, написанных Джоном Ленноном и Полом Маккартни, и в исполнении Рэя Чарльза известные песни зазвучали по-новому.
Репертуар Чарльза просто потрясал своим объёмом и разнообразием. В это время вышли такие его хиты, как «Unchain My Heart», «You Are My Sunshine». «Hit The Road Jack», одна из известнейших его песен, написанная Перси Мэйфилдом, несколько недель занимала первые строчки R&B и поп- чартов одновременно, а также принесла её исполнителю премию «Грэмми».
В это же время была создана «визитная карточка» Рэя, «Georgia On My Mind», символ периода сотрудничества со студией ABC. В оригинале посвящённая композитором Хогом Кармайклом девушке по имени Джорджия, эта песня в версии Рэя (24 апреля 1979 года) была объявлена гимном штата Джорджия, и Рэй Чарльз исполнил её в здании законодательного собрания штата.
В 1962 году он удивил свою, теперь уже гораздо более широкую, аудиторию, издав знаменитейший альбом «Modern Sounds in Country and Western Music», в который были включены такие хиты, как «I Can’t Stop Loving You» и «You Don’t Know Me». Рэй своим альбомом вошёл в оборот музыки кантри, что в то время было невообразимо для чернокожего музыканта.
Рэй всю жизнь выступал против расизма и расовой сегрегации — так, в 1961 году он даже отменил концерт в Огасте, штат Джорджия, в знак протеста против расовой сегрегации — во время его концерта предполагалось, что чернокожие и белые зрители должны были сидеть отдельно в соответствии с традициями расизма, всё ещё доминировавшими в штате. Некоторые источники ошибочно указывают, что в течение 20 лет ему было запрещено выступать в Джорджии, на самом же деле такого запрета не было — Рэй просто туда не ездил. На следующий же день после убийства Джона Кеннеди Рэй выпустил сингл «Busted» (Разжалованный) — так Рэй помянул конец его антирасистской политики. Также он активно поддерживал и финансировал деятельность Мартина Лютера Кинга.
В 1965 году, в Бостоне, Рэй был арестован за хранение героина и марихуаны. От героина музыкант был зависим в течение 20 лет.
Рэй впервые начал употреблять наркотики в возрасте 16 лет. Эти долгие годы влияли как на карьеру, так и на личную жизнь музыканта — это была, как он сам выразился, «мартышка на моей спине». Уже в третий раз у Рэя находили наркотики — сначала кокаин и марихуану, затем и героин, но Рэй и в этот раз избежал тюремного заключения.
В первый раз полиция нашла наркотики в его гостиничном номере ещё в 1961 году, но дело не получило продолжения, так как у полиции тогда не было ордера на обыск.
Он лечился от наркомании в Лос-Анджелесской клинике, поэтому и не получил реального срока в тюрьме, а всего лишь год условно. После этого Рэй окончательно бросил наркотики. Как он объяснял позднее, «Иногда я чувствовал себя ужасно, но как только я выходил на сцену и группа начинала играть, не знаю почему, но это казалось как аспирин — тебе больно, ты его принимаешь и больше не чувствуешь боли».
Зависимость Рэя от наркотиков широко отображена в фильме «Рэй». Всю последующую жизнь Рэй выступал против наркотиков.

### 1970-е: мейнстрим
После того как музыкант бросил наркотики, изменился и его стиль. Он стал ещё ближе к мейнстриму, хотя, с другой стороны (быть может, это просто совпадение), после отказа от наркотиков практически ничего выдающегося Рэй не написал, а пел чужие песни.
После 70-х годов его музыкальное творчество принималось критиками и слушателями неоднозначно — некоторые песни были чрезвычайно популярны, в то время как другие так и остались непризнанными аудиторией. В это время он концентрировал внимание на живых выступлениях, а на студийных альбомах было весьма много проходного материала. Музыка становится более однообразной, вырисовывается уклон в сторону стиля «кантри».
В этот период наибольшую известность приобретает песня «America the Beautiful», впервые вышедшая на примечательном альбоме «The Message for People», первом политически окрашенном альбоме музыканта. Считается, что, аранжировав классическую песню в стиле госпел/ритм’н’блюз, Рэй дал ей голос и второе рождение.
Следующий заслуживающий внимания альбом — «Renaissance» (1975). В него вошла песня Стиви Уандера «Living for the city», записанная Рэем всего через несколько месяцев после выхода оригинала. За этот трек Рэй получает «Грэмми». Уандер очень высоко оценил версию Чарльза, а также спел с ним эту песню дуэтом в 1990 году. Кстати, это был единственный в истории случай сотрудничества Рэя и Стиви на одной сцене.
Кроме того, в данном периоде стоит выделить версию классической оперы Джорджа Гершвина «Porgy&Bess» дуэтом с Клео Лэйн {RCA Victor, 1976}, а также альбомы «True to Life» {Atlantic, 1977} и «Love&Peace» {Atco, 1978}.
Характерные черты этого периода — активное использование практически во всех композициях модного тогда Rhodes Piano с его узнаваемым звуком, длинные соло на нём же, пронзительные струнные аранжировки, мелодичные баллады и надрывный вокал.
Также Рэй придаёт своим песням более современное звучание, вводит электронные элементы, зачастую заменяя ими реальные инструменты. С этого времени берёт начало его «фирменная» манера игры на синтезаторе, с электронными соло, имитирующими электрогитару. Для достижения сходства Рэй помогал себе питч-колесом, к 90-м годам достигнув в этом совершенства.

### Поздние годы (1980—2004)
В конце 1980-х произошёл ряд событий, ещё более увеличивших признание Рэя среди молодой аудитории.
В 1984 выходит альбом дуэтов «Friendship». На нём Рэй записался с некоторыми модными в кантри-сообществе музыкантами, а также с такими столпами музыки, как Тони Беннет (песня «Everybody gets the blues») и Билли Джоэл («Baby Grand»). Он снялся в эпизоде фильма «Братья Блюз» c Джоном Белуши и Дэном Эйкройдом. В 1985 году «Night Time Is the Right Time» появилась в серии «Happy Anniversary» популярного телешоу «The Cosby Show».
В 1985 году Рэй выступал во время инаугурации Рональда Рейгана. С этим выступлением связан эпизод, позднее бросивший тень на репутацию Рэя. Известно, что Рэй был убеждённым демократом, а Рейган — республиканцем. Рей согласился выступать только за неслыханно высокий по тем временам гонорар в 100 000 долларов. Комментируя этот факт, агент Рэя Джо Адамс сказал: «За такие деньги мы бы выступили и на собрании Ку-Клукс-Клана». Участвовал в записи песни «We are the World».
В 1986 году он исполнил песню «America the Beautiful» во время шоу «WrestleMania 2». Рэй участвовал в рекламной кампании «Diet Pepsi», которая снова сильно увеличила его популярность. Во время этой кампании Рэй использовал знаменитый слоган «You Got The Right One, Baby!». Также он участвовал в телешоу «The Super Dave Osbourn Show».
В начале 1990-х годов Чарльз участвовал в нескольких музыкальных проектах — так, в частности, в проекте своего давнего друга Куинси Джонса «I’ll be good to you» (1990), (дуэтом с Чакой Кан, премия «Грэмми» 1990 г.).
Рэя Чарльза приглашают в различные совместные проекты, как например песня «My Friend» с группой «Take 6», «Evenin'» с Тони Беннетом, классический госпел «Amazing Grace» с Лондонским оркестром в рамках благотворительной акции, и многие другие. В то же время продюсеры Чарльза решают воспользоваться ростом его популярности и выпускают альбом «My World», записанный на котором кавер песни Леона Рассела «Song for You» получил премию «Грэмми». Сочетавший элементы поп-музыки, соула и хип-хопа, этот альбом становится потрясающим, однако, пожалуй, последним отчаянным прыжком Рэя в сторону молодой аудитории. Другие заслуживающие внимания альбомы этого периода — «Strong Love Affair» и «Thanks for Bringing Love Around Again», последний сольный альбом Рэя Чарльза.
Рэй Чарльз дважды приезжал с концертами в Россию — в 1994 году и в 2000 году.
В 1996 году на открытии Олимпийских игр в Атланте Рэй Чарльз исполнил свою классическую песню «Georgia On My Mind». В этом же году он выступил и на инаугурации Билла Клинтона — за три года до этого президент вручил ему Национальную медаль искусств.
В 2000 году Рэй в своём творчестве вернулся к джазу и выпустил композицию «In the Spur of the Moment», посвящённую Стиву Тарру.
В 2002 году Рэй участвовал в фестивале коньяка в Южной Франции. Во время выступления один из фанатов взбежал на сцену и начал исполнять одну из песен Рэя «Mess Around» а капелла. В знак своего уважения Рэй начал играть музыку этой песни. В мае 2003 года Чарльз провёл в Лос-Анджелесе концерт — 10000 по счёту.
Одно из последних публичных выступлений Рэя произошло в 2003 году, во время ежегодного банкета журналистов электронных СМИ, который происходил в Вашингтоне. Он исполнял песни «Georgia On My Mind» и «America the Beautiful». Последнее выступление Рэя Чарльза состоялось 30 апреля 2004 года в Лос-Анджелесе.

### Смерть
Здоровье Рэя было подорвано операцией на бедре, от которой он долго не мог оправиться — несмотря на болезнь, он продолжал работу над альбомом «Genius Loves Company». Рэй умер на 74-м году жизни, в своём доме в Беверли-Хиллз, штат Калифорния. Причиной его смерти стала долгая и тяжелая болезнь, по-видимому, рак печени, начавший проявляться ещё в 2002. По воспоминаниям Дэвида Ритца, в последние месяцы Рэй уже не мог ходить и почти не говорил, но каждый день приезжал на собственную студию «RPM» и делал свою работу. «Я не буду жить вечно», — как-то сказал Рэй Чарльз во время интервью. — «Ума, чтобы это понять, мне хватает. Дело не в том, как долго я буду жить, вопрос только — насколько красивой будет моя жизнь». Рэй похоронен на кладбище Инглвуд-Парк, в Инглвуде, штат Калифорния.
Через два месяца после его смерти вышел его последний альбом, «Genius Loves Company». В этот альбом вошли песни, исполняемые Рэем совместно с другими музыкантами. Среди них такие имена, как Би Би Кинг, Ван Моррисон, Джеймс Тэйлор, Майкл МакДональд, Элтон Джон, Бонни Рэйтт, Нора Джонс и Джонни Матис. Этот альбом получил 8 престижных наград «Грэмми». Пять из них присуждены самому Рэю — «Лучший Поп-вокальный альбом», «Альбом Года», «Запись Года», «Лучшее Поп Сотрудничество» (песня «Here we go again» дуэтом с Норой Джонс) и «Лучшее Госпел-исполнение». На мемориальную церемонию в церковь приехали Стиви Уандер, Би Би Кинг и Вилли Нельсон. После мессы гроб открыли, чтобы тысячи поклонников могли проститься с Рэем под звуки песни «Over the Rainbow», выбранной для этого им самим.
Осенью 2004-го в 20-тысячном зале в Лос-Анджелесе прошёл большой концерт памяти Рэя Чарльза. Свою дань уважения певцу отдали многие известные музыканты, исполнив самые знаковые его песни. Завершился концерт демонстрацией на большом экране записи выступления самого Рэя с песней «America the Beautiful», которой зрители аплодировали стоя.
В 2005 выходит ещё один посмертный альбом музыканта, «Genius&Friends», в который вошли не выпускавшиеся ранее дуэты с современными поп- и соул-звёздами (Chris Isaak, Mary J. Blige, Ruben Studdard, George Michael, John Legend и другие). Все музыканты были лично выбраны мистером Чарльзом.
Третий посмертный альбом вышел в 2006 и назывался «Ray Sings, Basie Swings», представлявший собой записанный аккомпанемент специально приглашенного для этого в студию легендарного оркестра имени Каунта Бэйси, наложенный на тщательно отреставрированный вокал Рэя с помощью компьютерных технологий. Альбом включает в себя главные хиты Чарльза и некоторые новые кавер-версии. «Это великое событие. Когда технологии 21-го века и бессмертный соул сплетаются вместе, получается результат на века» — сказал об этом альбоме Куинси Джонс, близкий друг и соратник Рэя Чарльза. А Дэвид Ритц, биограф Рэя Чарльза, назвал эту работу «Вероятно, самой важной записью Рэя за всё время». Чарльз и Бэйси никогда не играли вместе, хотя однажды выступали в одном зале один за другим.
В сентябре 2010 компания Concord Records, на которой в последние годы записывался Рэй и которая активно занимается «раскруткой» богатого наследия музыканта, официально заявила о выходе нового альбома Рэя Чарльза. Новый диск называется «Rare Genius: The Undiscovered Masters» и состоит из 10 принципиально новых треков, никогда не выпускавшихся до этого. В основном это демозаписи 70-х и 80-х годов, по тем или иным причинам недоработанные и поставленные на полку. Как и в случае с «Ray Sings, Basie Swings» и «Genius&Friends», вокал Чарльза тщательно очищен от фоновых шумов, отреставрирован и наложен на свежезаписанное сопровождение специально приглашенных в студию музыкантов. Альбом вышел 26 Октября 2010.

## Голос
Рэй Чарльз был обладателем одного из самых узнаваемых голосов в мировой музыке. «Рэй Чарльз — обладатель самого уникального голоса в поп-музыке. Он делал эти импровизационные штучки, вроде легкого смешка или хмыканья. … (Рэй) взял визг, крик, рычание, стоны, и сделал из них музыку» — так охарактеризовал голос Рэя Чарльза Билли Джоэл. А вот слова музыковеда Генри Плезантса (Henry Pleasants):
«Фрэнк Синатра, а до него Бинг Кросби, были мастерами слова. Рэй Чарльз же — мастер звуков. Его записи открывают нам потрясающее разнообразие и мастерство применения легато, глиссандо, вскриков, стонов, срывающихся в плач, ворчания и шёпота, фальцета, неожиданных прыжков и остановок, визгов и криков, — всех прекрасно контролируемых, дисциплинированных выдающейся музыкальностью, и использованных с мастерски учтёнными нюансами гармонии, ритма и динамики. Это — и пение того, чей словарный запас далёк до того, чтобы передать что-то, находящееся в его сердце и мыслях, и того, чьи чувства слишком сильны для удовлетворительного словесного или обыкновенного музыкального выражения. Он не может вам это просто сказать. Не может даже спеть. Ему нужно вам это прокричать, голосом, полным отчаяния или радости. И один лишь голос, с небольшой помощью текста или музыки, передаёт нужный посыл.
Обычно Рэй Чарльз характеризуется как баритон, и его разговорный голос не предложил бы вам большего, учитывая, с каким трудом он брал и удерживал „Ми“ и „Фа“ первой октавы (верхние ноты баритона) в поп-балладе. Но человеческий голос подвергается определённым изменениям под напряжением, и в музыке вроде госпела или блюза Рэй мог и действительно пел целыми тактами на пределе верхнего диапазона тенора, достигая „Ля“ и „Си“ первой, а иногда и „До“ и „Ре“ второй октавы, иногда полным, иногда экстатическим головным голосом, а иногда фальцетом. На фальцете он продолжал идти вверх до „Ми“ и „Фа“ выше верхней „До“ второй октавы. На одной экстраординарной записи, „I’m Going Down to the River“, он берёт потрясающую „Си-бемоль“ второй октавы. Если считать за самую низкую ноту „Ми“ большой октавы („Georgia On My Mind (Live))“, у него в распоряжении находится, включая фальцет, по меньшей мере три с половиной октавы: частично большая октава, вся малая и первая октавы и до си-бемоль второй».

## Личная жизнь
Рэй Чарльз был дважды женат и является отцом двенадцати детей от девяти женщин. Его первый брак с Эйлин Уильямс был коротким: с 31 июля 1951 до 1952 года. У него трое детей от второго брака с Дэллой Беатрис Говард Робинсон: с 5 апреля 1955 до 1977 года. В момент смерти его подругой и партнёршей была Норма Пинелла.
Его дети:
- Чарльз Уэйн Хэндрикс (сын от Мардж Хэндрикс — одной из Raelettes)
- Эвелин Робинсон (дочь от Луизы Митчелл)
- Рене Робинсон (дочь от Мэй Моусли Лайлс)
- Шэйла Робинсон (дочь от Сандры Джин Бэттс)
- Винсент Котчоуниан (сын от Арлетт Котчоуниан — работала с ним в качестве фотографа над альбомом Would You Believe)
- Дэвид Робинсон (сын от Дэллы Робинсон)
- Рэй Чарльз Робинсон младший (сын от Дэллы Робинсон)
- Реверенд Роберт Робинсон (сын от Дэллы Робинсон)
- Рита Батлер
- Александрия Бертран (дочь от Шантелль Бертран)
- Робин Моффетт (дочь от Глории Моффетт)
- Ryan Corey Робинсон den Bok (сын от Mary Anne den Bok)

Чарльз дал каждому из 12 детей по $1 млн в 2004 году незадолго до своей смерти.

## Биографический фильм «Рэй»
О жизни Рэя Чарльза был снят биографический фильм «Рэй», который вышел на экраны вскоре после его смерти — 19 октября 2004 года. Режиссёр фильма — Тэйлор Хэкфорд. Самого Чарльза играл Джейми Фокс. Бюджет фильма составил $40 млн. Тэйлор Хэкфорд участвовал в создании фильма также как продюсер и сценарист. Фильм отображает период с 1930 по 1966 год. Джейми Фокс получил премию «Оскар» в номинации «Лучший Актёр» за эту роль. Фильм основан на автобиографии Рэя, изданной в 1978 году и называвшейся «Брат Рэй» (одно из прозвищ Рэя).

## Признание
Фрэнк Синатра назвал Рэя «единственным настоящим гением в шоу-бизнесе». Перед его талантом преклонялись Пол Маккартни, Элтон Джон, Стиви Уандер, Том Круз, Брюс Уиллис, Билли Престон, Ван Моррисон, Хью Лори и многие другие. В 2004 году журнал Rolling Stone поставил Рэя Чарльза под № 10 своего «Списка Бессмертных: 100 величайших артистов всех времён» и под номером 2 в списке «100 лучших вокалистов всех времён». Его песня What’d I Say удостоилась 10-го места в рейтинге «500 лучших песен всех времён» того же журнала. Наряду со многими исполнителями, 1960-х Рэй является ключевой фигурой в развитии современной музыки и часто включается в различные символические списки лучших музыкантов XX века. Певец Билли Джоэл сказал: «Это может прозвучать кощунственно, но я считаю, что Рэй Чарльз был важнее, чем Элвис Пресли. Я не знаю, был ли Рэй одним из создателей рок-н-рола, но он определённо был первым во многих вещах… Кто, черт возьми, когда-либо смешивал вместе столько стилей, да так, чтобы это заработало?!»

### Награды
Во время одного из его награждений Рэй был описан как «один из самых уважаемых певцов своего поколения… пионер, который смёл барьеры между светскими и духовными стилями, между белой и чёрной поп музыкой». Сам же он говорил просто — «Музыка была на свете очень давно, и будет после меня. Я просто старался оставить свой след, сделать в музыке что-то хорошее». В августе 2005 года Конгресс США переименовал почтовое отделение West Adams Station в Лос-Анджелесе в «Станцию Рэя Чарльза» (Ray Charles Station). В 1976 году он стал одним из первых музыкантов, попавших в Зал Славы штата Джорджия. В 1981 году он удостоился собственной звезды на Голливудской Аллее Славы. В 1986 году он попал в Зал славы рок-н-ролла, был награждён французским Орденом искусств и литературы, а в 2004 году — попал в Зал славы джаза. В 2021 году Чарльз был также посвящен в Зал славы кантри. В 1993 году получил National Medal of Arts. За свой творческий вклад в музыкальную культуру Рэй Чарльз был 17 раз награждён премией Грэмми, в том числе 5 раз посмертно, а также был удостоен отдельной премии за вклад в развитие музыки в 1987 году. Полный список «Грэмми», полученных Рэем :
- 1959 — Лучшее R&B исполнение за «Let the Good Times Roll».
- 1960 — Лучшее вокальное исполнение (Одна запись или трек, Мужчины) — за «Georgia On My Mind».
- 1960 — Лучшее исполнение поп-музыканта (Соло) — за «Georgia On My Mind».
- 1960 — Лучший вокальный альбом (Мужчины, Вокальное исполнение) — за «The Genius of Ray Charles».
- 1961 — Лучшая R&B-запись — за «Hit The Road Jack».
- 1962 — Лучшая R&B-запись — за «I can’t Stop Loving You».
- 1963 — Лучшая R&B-запись — за «Busted».
- 1966 — Лучшая R&B-запись — за «Crying Time».
- 1966 — Лучшее R&B-исполнение (Соло, Вокал) — за «Crying Time».
- 1975 — Лучшее R&B-исполнение (Вокал, Мужчины) — за «Living For the City».
- 1990 — Лучшее R&B-исполнение (Дуэт или группа, Вокал) — за «I’ll be Good To You» (вместе с Чакой Каном (Chaka Khan)).
- 1993 — Лучшее R&B-исполнение (Вокал, Мужчины) — за «A Song For You».
- 2004 — Запись года — «Here We Go Again» (with Norah Jones)
- 2004 — Альбом года — Genius Loves Company
- 2004 — Лучшее поп-сотрудничество — «Here We Go Again» (with Norah Jones)
- 2004 — Лучший поп-альбом года — Genius Loves Company
- 2004 — Лучшая запись в жанре госпел — «Heaven Help Us All» (with Gladys Knight)

Рэй Чарльз — единственный исполнитель, получавший «Грэмми» на протяжении пяти десятилетий подряд.

## Дискография
Дискография Рэя Чарльза:
- 1956 The Great Ray Charles (Atlantic)
- 1956 The Genius After Hours (Rhino)
- 1957 Ray Charles (Atlantic)
- 1958 Ray Charles at Newport (Atlantic)
- 1958 Yes, Indeed!! (Atlantic)
- 1958 Soul Brothers (Atlantic)
- 1959 What’d I Say (Atlantic)
- 1959 Ray Charles (Xtra)
- 1959 The Fabulous Ray Charles (Hollywood)
- 1959 Ray Charles (Hollywood)
- 1959 The Genius of Ray Charles (Atlantic)
- 1960 Ray Charles in Person (Atlantic)
- 1960 Genius plus Soul equal Jazz (DCC)
- 1960 Basin Street Blues (ABC)
- 1960 Ray Charles Sextet (Atlantic)
- 1961 Dedicated to You (HMV) (ABC/Paramount)
- 1961 Ray Charles & Betty Carter (ABC/Paramount)
- 1961 The Genius Sings the Blues (Atlantic)
- 1961 The Do the Twist with Ray Charles! (Atlantic)
- 1961 Modern Sounds in Country & Western Music (Rhino)
- 1961 Soul Meeting (Atlantic)
- 1962 Hit the Road Jack (HMV) (HMV (UK))
- 1962 The Original Ray Charles (London) London
- 1962 Modern Sounds in Country & Western, Vol. 2 (Rhino)
- 1963 Ingredients in a Recipe for Soul (ABC)
- 1963 I Can’t Stop Loving You (HMV)
- 1964 Sweet & Sour Tears (Rhino)
- 1964 Have a Smile with Me (ABC/Paramount)
- 1964 Ballad of Ray Charles (HMV (UK))
- 1965 Live in Concert (ABC)
- 1965 Country & Western Meets Rhythm & Blues (ABC/Paramount)
- 1965 Ballad Style of Ray Charles (HMV (UK))
- 1965 Swinging Style (HMV (UK))
- 1965 Baby Its Cold Outside (HMV (UK))
- 1965 Take These Chains (HMV (UK))
- 1965 Ray Charles Sings (HMV (UK))
- 1965 Cincinnati Kid (Soundtrack) (MGM)
- 1966 Crying Time (ABC/Paramount)
- 1966 Ray’s Moods (ABC/Paramount)
- 1966 Busted (HMV (UK))
- 1967 A Man & His Soul (ABC/Paramount)
- 1967 Ray Charles Invites You to Listen (ABC)
- 1968 Memories of a Middle Aged Man (Atlantic)
- 1969 I’m All Yours-Baby! (ABC/Tangerine)
- 1969 Doing His Thing (ABC/Tangerine)
- 196? Le Grand (Atlantic)
- 1970 My Kind of Jazz (Tangerine)
- 1970 Love Country Style (ABC/Tangerine)
- 1970 Ray Charles (Everest)
- 1971 Volcanic Action of My Soul (ABC/Tangerine)
- 1972 A Message from the People (ABC/Tangerine)
- 1972 Through the Eyes of Love (ABC/Tangerine)
- 1972 Presents the Raelettes (Tangerine)
- 1972 The Original Ray Charles (Boulevard) Boulevard
- 1973 Ray Charles Live (Atlantic)
- 1973 Jazz Number II (Tangerine)
- 1973 Genius in Concert L.A. (live) (Bluesway)
- 1974 Come Live with Me (Crossover)
- 1975 Renaissance (Crossover)
- 1975 My Kind of Jazz, Vol. 3 (Crossover)
- 1975 World of Ray Charles, Vol. 2 (Decca)
- 1975 Live in Japan (Crossover)
- 1975 Ray Charles (Up Front) (Up Front)
- 1976 Porgy & Bess (RCA Victor)
- 1977 True to Life (Atlantic)
- 1978 Love & Peace (Atco)
- 1978 Blues (Ember)
- 1978 The Fabulous Ray Charles (Musidisc) (Musidisc)
- 1979 Ain’t It So (Atlantic)
- 1979 King of the Blues (Ampro)
- 197? Incomparable (Strand)
- 1980 Brother Ray Is at It Again (Atlantic)
- 1980 I Can’t Stop Loving You (Pickwick) (Pickwick)
- 1981 The Legend Lives... (Arcade)
- 1982 A Life in Music (Atlantic)
- 1982 I Give You My Love (IMS)
- 1983 Wish You Were Here Tonight (Columbia)
- 1984 Do I Ever Cross Your Mind? (Columbia)
- 1984 Friendship (Columbia)
- 1984 Jammin' the Blues (Astan)
- 1984 C C Rider (Premier)
- 1984 Ray Charles Blues (Astan)
- 1985 The Spirit of Christmas (Rhino)
- 1986 From the Pages of My Mind (Columbia)
- 1987 The Right Time (Atlantic)
- 1988 Just Between Us (Columbia)
- 1988 I Can’t Stop Loving You (Colorado)
- 1988 The Love Songs (Deja Vu) (Deja Vu)
- 1989 18 Golden Hits (SPA)
- 1989 Blues Is My Middle Name (Prime Cuts) Object
- 1990 Would You Believe? (Warner)
- 1993 My World (Warner)
- 1995 It’s a Blues (Thing Monad)
- 1996 Strong Love Affair (Warner)
- 1996 Berlin, 1962 (live) (Pablo)
- 1996 Berlin 1962 (live) (Fantasy)
- 1998 In Concert (Rhino)
- 1998 Dedicated to You (Rhino) (Rhino)
- 2000 Sittin' on Top of the World (Pilz)
- 2000 Les Incontournables
- 2002 Thanks for Bringing Love Around Again
- 2004 Ray OST
- 2004 Genius Loves Company
- 2005 Genius & Friends
- 2005 Genius Remixed
- 2006 Ray Sings, Basie Swings
- 2009 Genius The Ultimate Ray Charles
- 2010 Rare Genius:The Undiscovered Masters
- 2012 Extraordinary Ray Charles

## Фильмография
- Swingin' Along (1961)
- Ballad in Blue (1964)
- The Big T.N.T. Show (1966) (документальный)
- Братья Блюз (1980)
- Limit Up (1989)
- Listen Up: The Lives of Quincy Jones (1990) (документальный)
- Любовная история (1994)
- Неистребимый шпион (1996)
- Рэй (2004)
- Детективное агентство «Лунный свет»
- The Nanny (сериал 1993 - 1999)